# タカ・ヒロセ

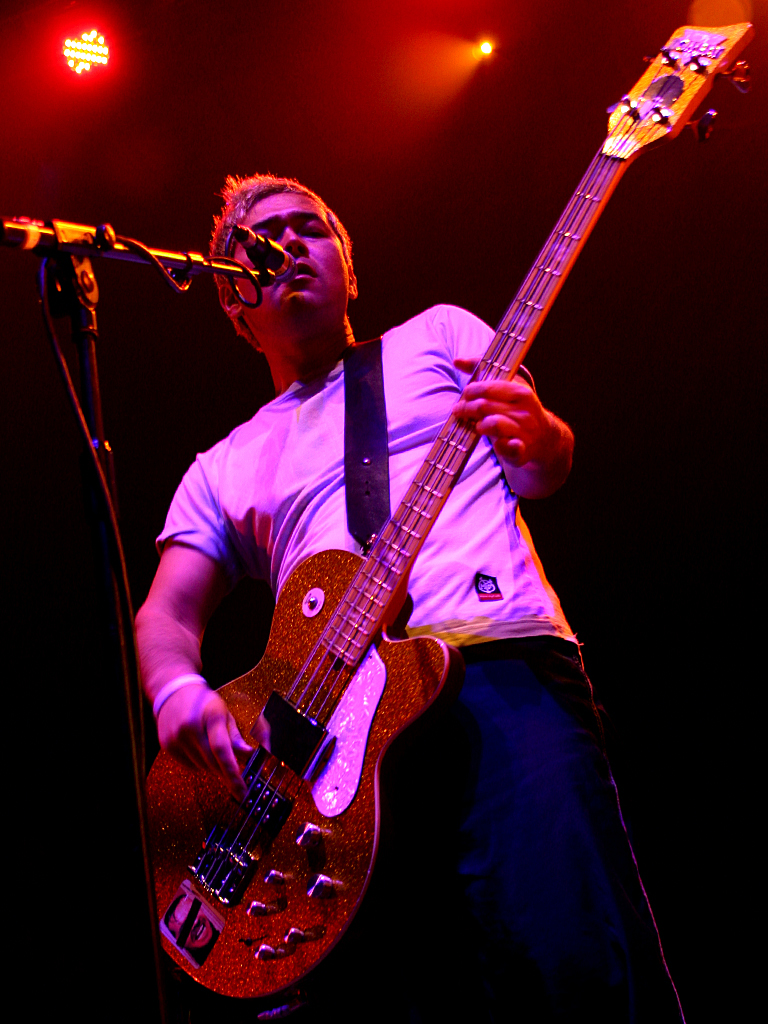
タカ・ヒロセ

タカ・ヒロセ（Taka Hirose 本名：広瀬 隆（ひろせ たかし）、1967年7月28日 - ）は、イギリスのロックバンド、フィーダーのベーシストであり、岐阜県穂積町（現瑞穂市）出身の日本人。

## 来歴
岐阜県立岐阜北高校を卒業後、しばらくはハンドメイドのギターを作る会社で修行をしたり、東京のバーでマスターとして働いていた。その頃はレインボーのカバーを好んでプレイしたり、ジャズやレゲエといったブラックミュージックから影響を受けていたという。
その後、1992年に単身でイギリスへと渡り、中日新聞のロンドン支局で働くかたわら、グラフィックデザインを学んでいた。そして、1994年に雑誌「Loot」に出したバンドメンバー募集の告知に、グラント・ニコラスとジョン・ヘンリー・リーが反応して、ロックバンド「フィーダー」を結成。現在に至っている。
タカ自身は、もともとプロのミュージシャンになるつもりは無かったという。しかし、プロミュージシャンになるためにロンドンに出てきた、グラントとジョンの熱意に釣られるかのように、バンド活動にのめりこんでいったことを、後にタカ本人が語っている。
2012年、LUNA SEAのINORAN、8ottoのマエノソノ マサキ、フィーダーのサポートギタリスト・ディーン・タイディ（英語: Dean Tidey）とともにMuddy Apesを結成し、9月5日に1stアルバム「Crush It」をリリース。
2014年、山口美代子（ドラムス）、春奈鈴（ボーカル）とともにファンクとエレクトロを融合するバンド、dmgを結成、12月3日にアルバム「dusty mellow gold」をリリースした。

## 人物
- 趣味の料理が高じて2012年には日本料理の作り方サイトを開設した[4]。